# St. Gallus (Baiertal)

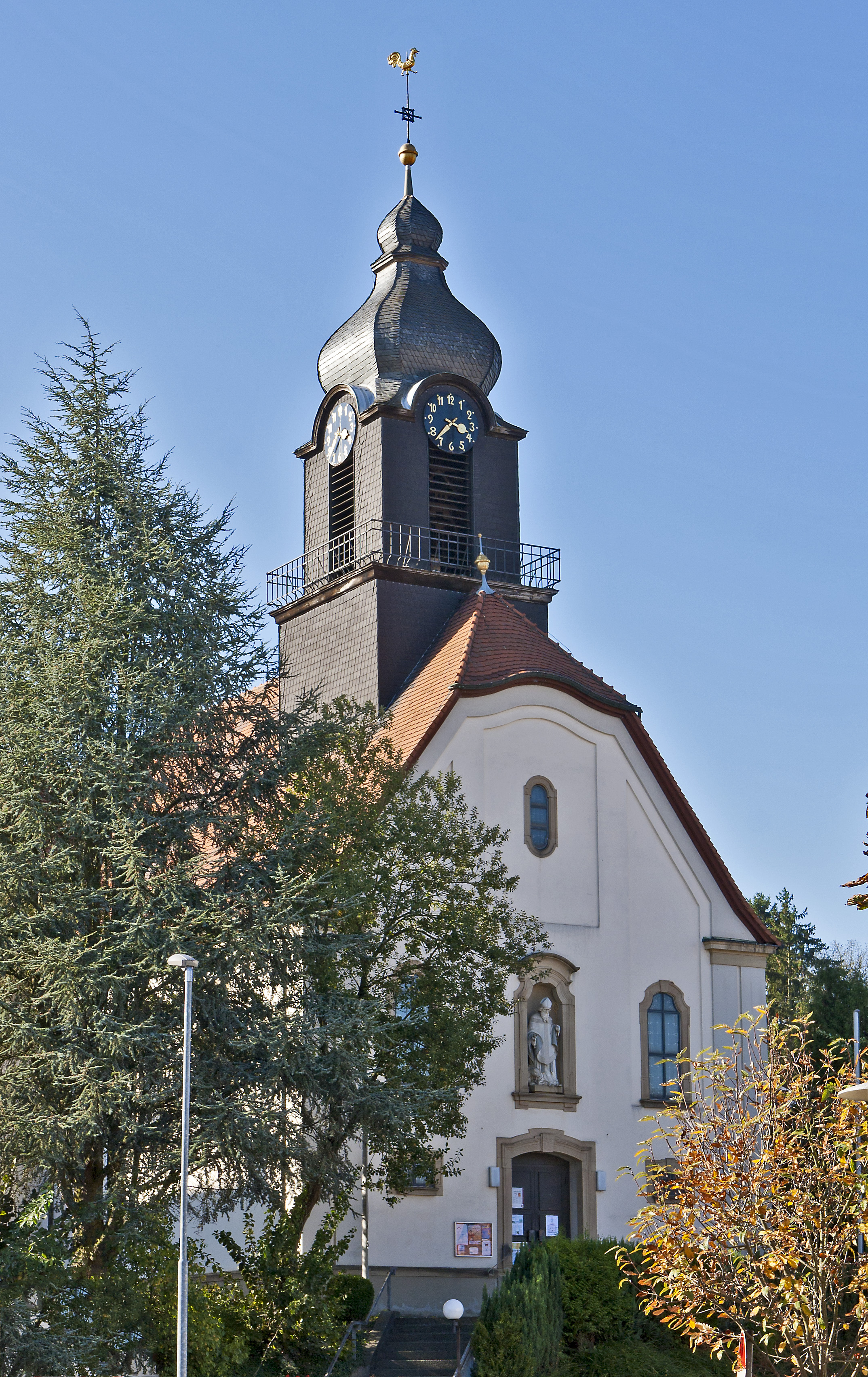
St. Gallus in Baiertal

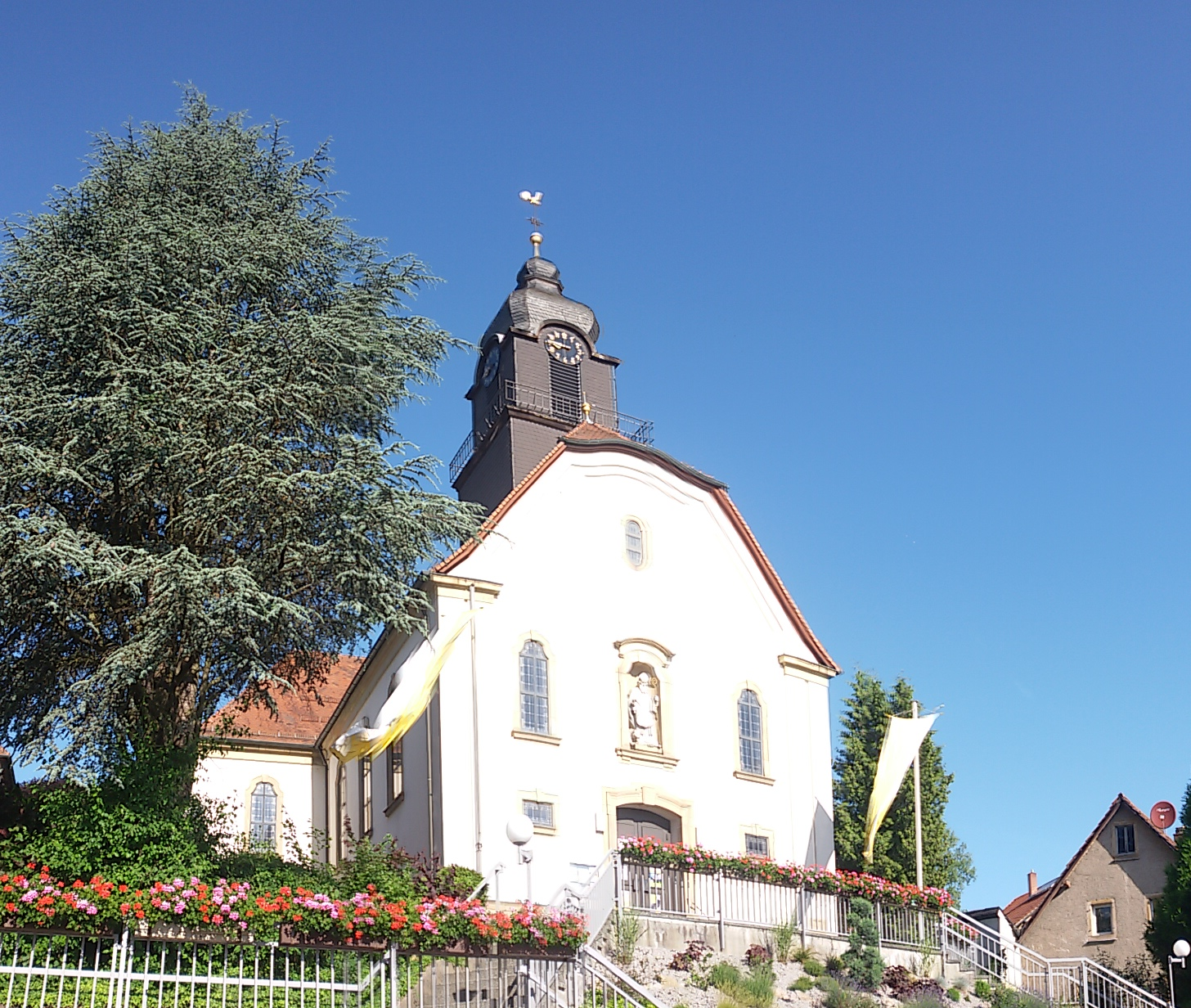
Das Bild zeigt die St.-Gallus-Kirche in Baiertal am Fronleichnamsfest 2015.

Die katholische Pfarrkirche St. Gallus in Baiertal, einem Stadtteil von Wiesloch im Rhein-Neckar-Kreis in Baden-Württemberg, wurde 1912/13 erbaut. Die Pfarrgemeinde St. Gallus ist eine Pfarrgemeinde in der katholischen Seelsorgeeinheit Wiesloch-Dielheim.

## Geschichte
Wegen eines Besitzanteils des Deutschen Ordens gab es in Baiertal auch nach der Reformation in der Kurpfalz weiterhin Katholiken, wenngleich das Kirchenpatronat von der Kurpfalz beansprucht wurde, so dass die historische St.-Gallus-Kapelle des Ortes an die reformierte Gemeinde gelangte. 1697 wurde die alte Kirche unter Beteiligung der reformierten, der lutherischen und der katholischen Gemeinde wiederaufgebaut. Bei der kurpfälzischen Kirchenteilung 1707 kam die alte Kirche an die reformierte Gemeinde, wurde dann aber ab 1710 als Simultankirche für alle drei Konfessionen genutzt, wobei die reformierte Gemeinde von Wiesloch, die Lutheraner von Schatthausen und die Katholiken von Dielheim aus betreut wurden. Im späten 18. Jahrhundert war die Kirche für jede der drei Konfessionen zu klein und hatte Bauschäden. Die drei Konfessionen errichteten daraufhin von 1802 bis 1804 die heutige Evangelische Kirche als Simultankirche.
Die katholische Gemeinde bemühte sich bereits in der ersten Hälfte des 19. Jahrhunderts um eine eigene Pfarrstelle für die Gemeinden in Baiertal und Schatthausen, blieb damit jedoch zunächst erfolglos. Erst 1911 schied die katholische Gemeinde dann gegen eine Abfindung von 12.000 RM aus dem Simultankirchenverband aus, erwarb zwei Grundstücksteile für einen Kirchenbau und erbaute dort von der Grundsteinlegung am 1. September 1912 bis zum Spätsommer 1913 die Galluskirche. Bis zu deren Fertigstellung fanden katholische Gottesdienste im katholischen Kindergarten statt. Die Kirche wurde am 26. Juli 1913 von Erzbischof Karl Fritz geweiht.
1968 hat man den Turm der Kirche instand gesetzt. 1976 bis 1982 schloss sich eine umfangreiche Innensanierung an, wobei nach einer großzügigen Spende eines Stifters 1977 auch die Anschaffung einer neuen, bei Heissler in Markelsheim gefertigten Orgel ermöglicht wurde. Wegen einer ungenügenden Wärmedämmung zeigten sich nach wenigen Jahren bereits wieder Schäden an der Decke, so dass die Kirche im Inneren nach 1987 nochmals renoviert wurde.